# Dingle Way

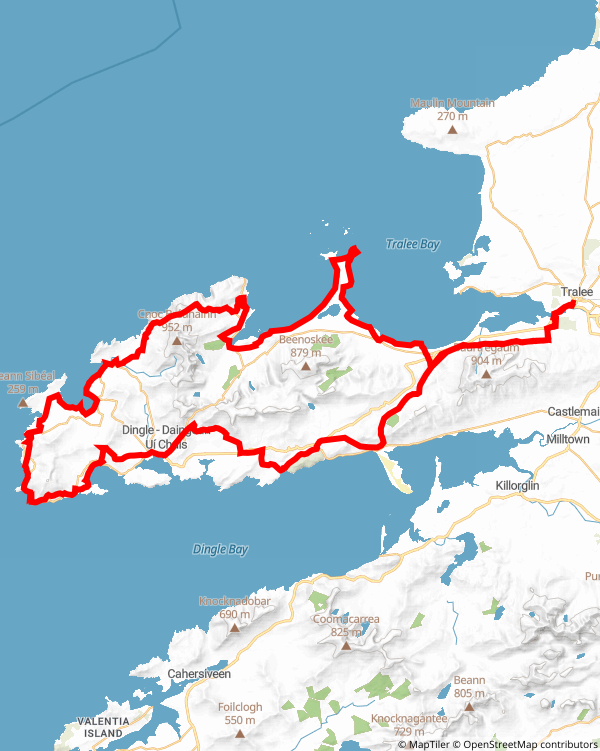
Carte de la péninsule de Dingle avec le tracé du Dingle Way.

Le Dingle Way (en irlandais : Slí Chorca Dhuibhne) est un sentier longue distance autour de la péninsule de Dingle dans le comté de Kerry, en république d’Irlande. Il s'agit d'un itinéraire circulaire de 162 kilomètres qui commence et se termine à Tralee. Le trajet s’effectue généralement en huit jours. Il est désigné comme un des sentiers longue distance en Irlande (en anglais : National Waymarked Trail) par le Bureau national des sentiers du Conseil irlandais des sports et est géré par le Comité Dingle Way ainsi que le Conseil du comté de Kerry (en).

## Tracé
Le sentier commence à Tralee, en suivant le chemin de halage du canal maritime de Tralee (en) jusqu'à Blennerville, après quoi il suit la route pendant un moment avant de grimper jusqu'à une piste de montagne le long des flancs nord des montagnes de Slieve Mish. De là, il redescend vers Tralee Bay et le village de Camp. Les étapes suivantes – de Camp jusqu'à Annascaul, via Inch Strand, puis Annascaul à Dingle, via Lispole (en), et Dingle à Dunquin, via Ventry –. Le sentier suit principalement les routes secondaires et les boreens (en). La dernière section de l'étape entre Dingle et Dunquin suit un chemin de falaise autour de Slea Head (en). La section entre Dunquin et Ballycurrane suit un mélange de routes, de plages et de sentiers de falaises.
Arrive ensuite le tronçon le plus montagneux du chemin alors que le sentier grimpe sur un plateau entre les monts Brandon et Masatiompan. À 640 mètres d’altitude, c'est le point culminant atteint par un sentier balisé national d'Irlande. Le chemin descend ensuite jusqu'au village de Brandon et suit un sentier jusqu'au village de Cloghane (en). De Cloghane, le sentier longe Fermoyle Strand, la plus longue plage d'Irlande, jusqu'à Fahamore (en), avant de suivre les routes jusqu'au village de Castlegregory. La dernière étape suit le littoral jusqu'à Camp avant de reprendre la route qui va jusqu'à Tralee.

## Utilisation
Une étude de la National Waymarked Trails publiée en 2010 a révélé que l'utilisation de la Dingle Way, sur une journée ainsi que sur plusieurs jours, était élevée et a recommandé que des travaux soient effectués afin de transformer le tracé en un sentier national longue distance, une nouvelle norme de sentier proposée en Irlande destinée à répondre aux normes internationales pour des sentiers exceptionnels. Cette étude a également recommandé d'envisager le développement de différentes promenades en boucle en dehors de l'itinéraire principal.
| Canal maritime et quai, bordés de maisons et d'une route goudronnée. À l’horizon, au loin, on aperçoit une haute crête de montagne. |
| L'ancien canal maritime entre Tralee et Blennerville                                                                                |

| Route goudronnée sinueuse disparaissant au-dessus d'une crête, entourée de champs verts vallonnés et de murs en pierres sèches. Au loin se trouve une baie maritime entourée d’affleurements vallonnés. |
| Tronçon de route goudronnée, en direction de Ballydavid Head |

| Une petite baie maritime bordée de falaises abruptes surmontées d'herbes sauvages. De l'autre côté de la baie se trouvent de verts pâturages entourés de murs en pierres sèches et un ensemble de petites maisons aux couleurs vives. |
| Falaises près de Slea Head |

| Maison grise neuve située devant une haute colline verdoyante bordée de haies sombres. |
| Pâturage et maison à flanc de colline.                                                 |